# Банда з Лавендер Гілл
«Банда з Лавендер Гілл» (англ. The Lavender Hill Mob) — британська кримінальна комедія режисера Чарльза Крайтона, що вийшла на екрани у 1951 році. Стрічка знаходиться на 17-му місці в списку 100 найкращих британських фільмів за 100 років за версією Британського інституту кінематографії (1999).

## Синопсис
Генр Голланд (Алек Гіннесс) — скромний клерк, який працює на одному місці вже 20 років і славиться своєю кришталевою чесністю, відповідає за перевезення злитків золота від місця їх виплавки до сейфів державного банку. Він мріє про більше, однак, незважаючи на близькість до великих скарбів, розуміє всю складність ситуації: навіть якщо вдасться влаштувати пограбування фургону, який перевозить злитки, золото неможливо буде продати в Англії, а значить його необхідно якимсь чином переправити на континент.
Задумка набуває реальних обрисів після появи у пансіоні на Лавендер Гілл, де живе містер Голланд, нового мешканця — якогось Пендлбері, що займається виготовленням сувенірів у формі Ейфелевої вежі. Зроблені сувеніри він переправляє в Париж. Голланд викладає новому знайомому свій план, і той погоджується …

## У ролях
| Актор            | Роль                                        |
| ---------------- | ------------------------------------------- |
| Алек Гіннесс     | Генрі «Датч» Голланд                        |
| Стенлі Голловей  | Альфред «Ел» Пендлбері                      |
| Сід Джеймс       | Лекер Вуд                                   |
| Альфі Басс       | Шорті Фішер                                 |
| Марджорі Філдінґ | місіс Чалк                                  |
| Еді Мартін       | міс Евешем                                  |
| Джон Салью       | Паркін                                      |
| Одрі Гепберн     | Чикіта (епізод)                             |
| Роберт Кут       | офіціант в ресторані (в титрах не вказаний) |
| Рональд Адам     | Тернер                                      |
| Десмонд Ллевелін | митник                                      |
| Джон Ґреґсон     | Ферроу                                      |
| Марі Берк        | сеньйора Ґаллардо                           |

## Нагороди та номінації
- 1951 — участь у конкурсі Венеційського кінофестивалю.
- 1952 — премія BAFTA за найкращий британський фільм, а також номінація у категорії «найкращий фільм».
- 1952 — премія «Срібна стрічка» Італійського національного синдикату кіножурналістів в категорії «найкращий зарубіжний актор» (Алек Гіннесс).
- 1953 — премія «Оскар» за найкращий сценарій (Тіббі Кларк), а також номінація у категорії «найкраща чоловіча роль» (Алек Гіннесс).
- 1953 — номінація на премію «Гільдії режисерів Америки» (Чарльз Крайтон).